# 早搏
早搏（premature beat）又名期前搏动（premature heart beat）、期前收缩（premature systole）、期外收缩（extrasystole），是提前出现且非窦房结起源的心搏，其对应于某一心腔的过早收缩，属于一种心律失常。可发现规则的心脏跳动之外，突然出现提前的心跳。
早搏是“心脏过早搏动”的简称。由早搏起源的位置，可将早搏分为房性早搏、房室交界性早搏、室性早搏，三大类。早搏很常见，本身并非严重疾病，可发生在各种心脏病的基础上，也可出现在正常人身上。但是如果有其他心脏问题则需要注意及时请医生查明病因，及早治療為佳。
患有早搏的人可无症状，也可有心悸或心跳暂停感。频发早搏使心排血量降低，或會引起腦供血不足时引起乏力、头晕及胸闷，并可使原有的心绞痛或心力衰竭加重。用手測搭脉搏时可發现脉搏不穩定、早跳或“漏跳”。早搏可偶尔出现，也可频发。早搏可以出現在任何的年齡段的患者。
有早搏症状的人要注意劳逸结合，不吸烟，不饮酒，注意饮食及有充足的睡眠。